# Julie Heldman
Julie Medalie Heldman (Berkeley (Californië), 8 december 1945) is een voormalig professioneel tennisspeelster uit de Verenigde Staten. In het volwassenencircuit was zij actief van 1962 tot en met 1975.

## Biografie
Julie Heldman is de dochter van Julius Heldman (juniorkampioen 1936 in de Verenigde Staten) en Gladys Heldman (oprichtster van het World Tennis Magazine). Op achtjarige leeftijd begon zij met tennis. Op twaalfjarige leeftijd (1958) won zij haar eerste enkelspeltitel, op de Canadian 18 and under. Vervolgens won zij de U.S. Girls Junior Singles Title in 1960 en in 1963.
Zij studeerde aan de Stanford-universiteit en ontving daar in 1966 haar B.A.-diploma. Na haar tenniscarrière studeerde zij rechten aan de UCLA Law School waar zij in 1981 afstudeerde als J.D. (Juris Doctor), en verkozen werd tot Law School Graduate of the Year en UCLA Graduate Woman of the Year.
In het volwassenencircuit won Heldman in 1962 de enkelspeltitel op het WTA-toernooi van Cincinnati, en in 1965 op het Canadian Open-toernooi. Op de Olympische Spelen van 1968 in Mexico, toen tennis op de O.S. slechts een demonstratiesport was waarbij geen daadwerkelijke medailles werden uitgereikt, won zij drie 'medailles': goud op het gemengddubbelspel (met 1964 Cincinnati-kampioen Herb Fitzgibbon), zilver op het damesdubbelspel (met de Française Rosa Maria Darmon) en brons op het damesenkelspel. In 1969 won zij het WTA-toernooi van Rome door in de finale de Australische Kerry Melville te verslaan. Viermaal (1969–1971 en 1974) was zij lid van het Amerikaanse Wightman Cup-team. In het dubbelspel won zij in 1974 twee titels: op het U.S. Clay Court Championship met de Australische Gail Sherriff-Chanfreau, en op het Canadian Open-toernooi met dezelfde partner.
Haar beste resultaat op de grandslamtoernooien is de halve finale:
- enkelspel – Australian Open 1974, Roland Garros 1970 en US Open 1974
- dubbelspel – Australian Open 1974
- gemengd dubbelspel – US Open 1969

In 2006 ontving Heldman de Sarah Palfrey Danzig Award.
Bron van biografie: zie voetnoot

## Palmares

### Enkelspeltitels in de periode 1962 t/m 1974
| nr. | datum      | toernooi                             | tegenstandster             | score                                  |
| --- | ---------- | ------------------------------------ | -------------------------- | -------------------------------------- |
| 1.  | 1962-06-24 | Atlanta                              | Carolyn Rogers             | 8-6 6-3                                |
| 2.  | 1962-07-08 | WTA Cincinnati                       | Roberta Alison-Baumgardner | 6-4 6-4                                |
| 3.  | 1964-07-12 | Indianapolis (Western Championships) | Jean Danilovich            | 6-4 0-6 7-5                            |
| 4.  | 1965-01-01 | Valencia                             | Carmen Coronado            | 6-3 1-6 6-2                            |
| 5.  | 1965-04-26 | Napels                               | Madonna Schacht            | 6-3 4-6 6-0                            |
| 6.  | 1965-05-04 | Reggio Calabria                      | Madonna Schacht            | 2-4 opg.                               |
| 7.  | 1965-05-30 | Brussel                              | Gail Sherriff              | 9-7 6-1                                |
| 8.  | 1965-08-15 | WTA Toronto                          | Faye Urban                 | 6-3 8-6                                |
| 9.  | 1966-05-02 | Reggio Calabria                      | Helga Niessen              | 6-4 1-6 6-2                            |
| 10. | 1968-03-24 | Mexico-Stad                          | Ann Jones                  | forfait                                |
| 11. | 1968-06-01 | Reggio Emilia                        | Patricia Walkden           | 6-3 3-6 8-6                            |
| 12. | 1968-07-15 | Båstad                               | Kathy Harter               | kop-of-munt ("coin toss") wegens regen |
| 13. | 1968-07-28 | Montana                              | Elena Subirats             | 6-2 6-3                                |
| 14. | 1968-08-05 | München                              | Helga Niessen              | 4-6 6-3 6-3                            |
| 15. | 1968-09-08 | Kansas City                          | Laura Rossouw              | 4-6 6-2 7-5                            |
| 16. | 1968-11-17 | Santiago                             | Isabel Fernández de Soto   | 6-2 6-1                                |
| 17. | 1969-03-02 | Curaçao                              | Nancy Richey               | 5-7 6-1 10-8                           |
| 18. | 1969-03-16 | Barranquilla                         | Peaches Bartkowicz         | 5-7 6-2 6-3                            |
| 19. | 1969-03-22 | Fort Lauderdale                      | Virginia Wade              | 6-1 6-4                                |
| 20. | 1969-04-27 | WTA Rome                             | Kerry Melville             | 7-5 6-3                                |
| 21. | 1969-08-17 | Moskou                               | Peaches Bartkowicz         | 6-2 6-2                                |
| 22. | 1969-09-15 | La Costa                             | Peaches Bartkowicz         | 6-3 7-5                                |
| 23. | 1969-11-08 | Dewar Cup, Torquay                   | Virginia Wade              | 4-6 8-6 6-3                            |
| 24. | 1970-05-18 | Brussel                              | Peaches Bartkowicz         | 6-1 6-2                                |
| 25. | 1971-06-12 | Nottingham                           | Barbara Hawcroft           | 6-4 7-9 6-3                            |
| 26. | 1973-07-14 | WTA Newport                          | Dianne Fromholtz           | 1-6 6-1 11-9                           |
| 27. | 1973-11-25 | Buenos Aires                         | Fiorella Bonicelli         | 6-3 6-1                                |
| 28. | 1973-12-10 | São Paulo                            | Fiorella Bonicelli         | 6-1 6-2                                |
| 29. | 1974-07-13 | WTA Newport                          | Sue Mappin                 | 6-3 6-4                                |
| 30. | 1974-11-02 | WTA Cardiff                          | Glynis Coles               | 6-4 6-2                                |

## Prestatietabel
| Legenda | Legenda                          |
| ------- | -------------------------------- |
| g.t.    | geen toernooi gehouden           |
| l.c.    | lagere categorie                 |
| –       | niet deelgenomen                 |
| G       | uitgeschakeld in de groepsfase   |
| 1R      | uitgeschakeld in de eerste ronde |
| 2R      | uitgeschakeld in de tweede ronde |
| 3R      | uitgeschakeld in de derde ronde  |
| 4R      | uitgeschakeld in de vierde ronde |
| KF      | uitgeschakeld in de kwartfinale  |
| HF      | uitgeschakeld in de halve finale |
| F       | de finale verloren               |
| W       | het toernooi gewonnen            |
| w-v     | winst/verlies-balans             |

### Grand slam, enkelspel
| Toernooi        | 1968 | 1969 | 1970 | 1971 | 1972 | 1973 | 1974 | 1975 |
| --------------- | ---- | ---- | ---- | ---- | ---- | ---- | ---- | ---- |
| Australian Open | –    | –    | –    | –    | –    | –    | HF   | –    |
| Roland Garros   | 3R   | KF   | HF   | 3R   | –    | –    | KF   | 1R   |
| Wimbledon       | 3R   | KF   | 4R   | 3R   | 2R   | 3R   | 2R   | –    |
| US Open         | 2R   | KF   | –    | 3R   | 3R   | KF   | HF   | 2R   |

### Grand slam, vrouwendubbelspel
| Toernooi        | 1968 | 1969 | 1970 | 1971 | 1972 | 1973 | 1974 | 1975 |
| --------------- | ---- | ---- | ---- | ---- | ---- | ---- | ---- | ---- |
| Australian Open | –    | –    | –    | –    | –    | –    | HF   | –    |
| Roland Garros   | KF   | KF   | KF   | 3R   | 1R   | –    | –    | –    |
| Wimbledon       | 2R   | KF   | 3R   | 2R   | 2R   | 2R   | KF   | –    |
| US Open         | 2R   | KF   | –    | 2R   | 2R   | 2R   | 1R   | 1R   |

### Grand slam, gemengd dubbelspel
| Toernooi        | 1968 | 1969 | 1970 | 1971 | 1972 | 1973 | 1974 |
| --------------- | ---- | ---- | ---- | ---- | ---- | ---- | ---- |
| Australian Open | –    | –    | –    | –    | –    | –    | –    |
| Roland Garros   | 2R   | 3R   | –    | –    | –    | –    | KF   |
| Wimbledon       | KF   | 3R   | 3R   | 2R   | 2R   | –    | –    |
| US Open         | –    | HF   | –    | –    | –    | –    | –    |